# Oskadlig genomfart
Oskadlig genomfart är ett begrepp inom folkrätten och betecknar ett fartygs passage genom en främmande stats territorialvatten på ett sätt som inte äventyrar kuststatens fred, ordning och säkerhet. Rätten till detta gäller både militära och civila fartyg.
Rätten till oskadlig genomfart regleras i Förenta nationernas havsrättskonvention. Rätten gäller på territorialhavet, men inte på staternas inre vatten. Varje kuststat har rätt att utfärda kompletterande regler för hur genomfarten skall ske, till exempel för navigering, skydd av fisket eller skydd av den nationella säkerheten. Konventionen definierar oskadlig genomfart som att den inte äventyrar kuststatens fred, ordning och säkerhet. Konventionen ger flera exempel på verksamheter som inte är förenliga med oskadlig passage, bland annat fiske, förorening, övningar med vapen, telestörning, propaganda, avsändande av militär materiel eller inhämtning av underrättelser. Ubåtar skall gå i övervattensläge. 
Sverige har utfärdat kompletterande regler för oskadlig genomfart i Tillträdesförordningen och IKFN-förordningen.